# Gare Marítima da Rocha do Conde de Óbidos
A Gare Marítima da Rocha Conde de Óbidos está localizada no Cais da Rocha, Estrela, Lisboa; é um edifício portuário junto à foz do Rio Tejo.

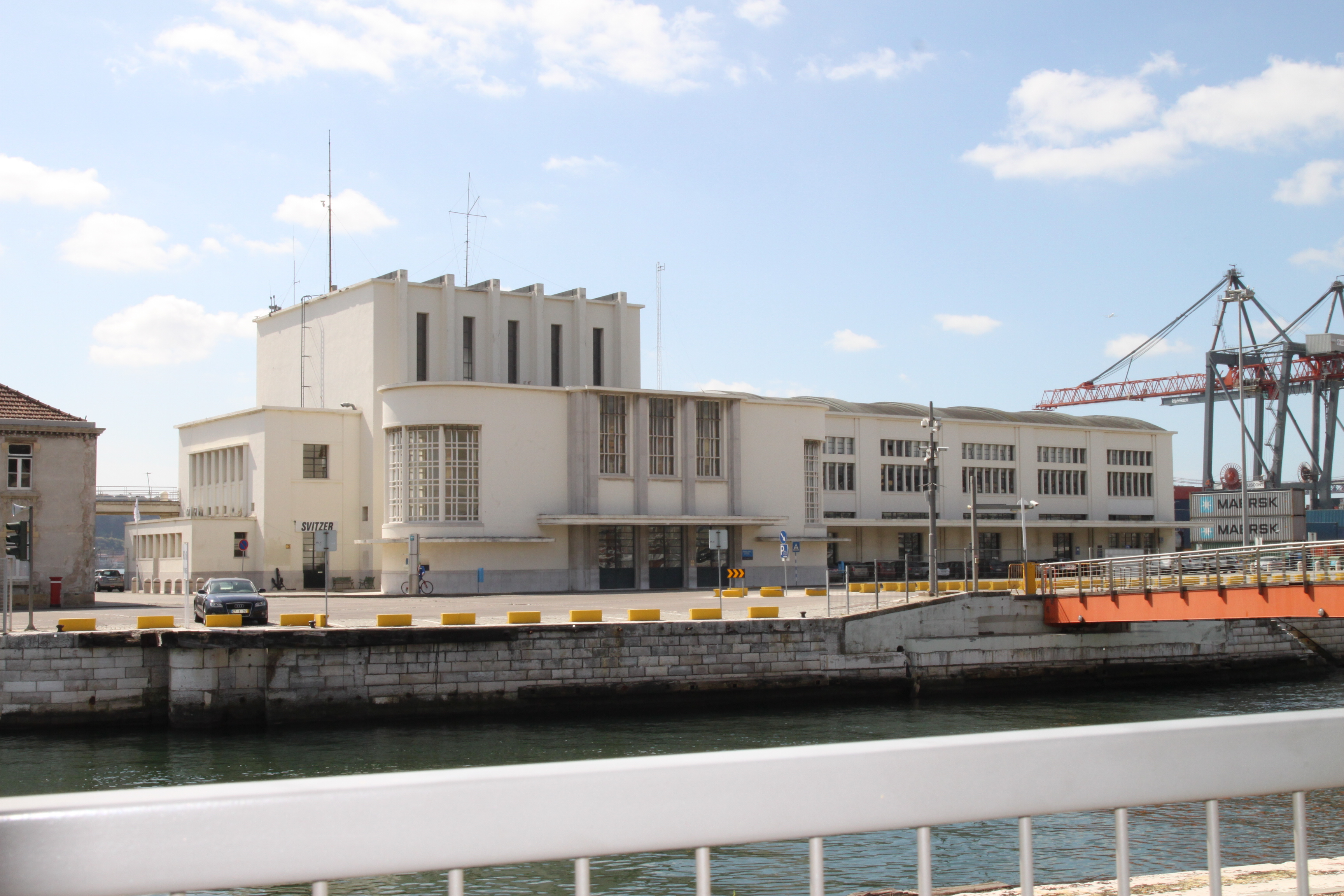
Gare Marítima da Rocha do Conde de Óbidos

O projeto de arquitetura é da autoria de Pardal Monteiro e data inicialmente de 1934, altura em que o Estado Novo assumiu uma nova política de obras públicas; no entanto a construção só se foi levada a cabo entre 1945 e 1948.
O edifício tem uma estrutura em betão armado. O primeiro andar está reservado aos passageiros e o piso térreo destina-se aos serviços do cais. A gare é composta por dois corpos: um vestíbulo principal e uma ampla nave. O terraço-varanda prolonga-se na direcção nascente para além dos limites do edifício.
Identicamente à Gare Marítima de Alcântara, também aqui Pardal Monteiro chamou Almada Negreiros para realizar murais decorativos nas paredes do grande vestíbulo. Concebida dentro de uma opção estética modernista, a Gare apresenta fachadas com grandes envidraçados.
Esta Gare foi classificada pela Portaria n.º 740-FC/2012 como Monumento de Interesse Público.